# Теребов, Сергей Евгеньевич
Сергей Евгеньевич Теребов (бел. Сяргей Яўгенавіч Церабаў; род. 1972, Борисов, Минская область, БССР, СССР) — белорусский военный деятель, первый заместитель председателя Комитета государственной безопасности Республики Беларусь (с 2020).

## Биография
Родился в 1972 году в Борисове. Закончил Череповецкое высшее военное инженерное училище радиоэлектроники.
На службу в КГБ Республики Беларусь пришел в 2000 году. Работал в управлении военной контрразведки, центральном аппарате КГБ, управлении по Минску и Минской области.
С 6 мая 2014 года по 25 февраля 2020 года работал начальником управления Комитета государственной безопасности Республики Беларусь
по Гомельской области. Являлся председателем Гомельской областной организации Белорусской федерации биатлона.
11 августа 2014 года назначен членом Гомельского облисполкома.
25 февраля 2020 года назначен первым заместителем председателя Комитета государственной безопасности Республики Беларусь. В 2020 году включен в состав коллегии Комитета государственной безопасности Республики Беларусь, Межведомственной комиссии по защите государственных секретов при Совете безопасности Республики Беларусь, Межведомственной комиссии по безопасности в информационной сфере, межведомственного совета по делам иностранных учащихся.
2 октября 2020 года был включён в санкционный список ЕС («Чёрный список ЕС»). Кроме того, на него распространены санкции Великобритании, Канады, Швейцарии. 20 ноября к октябрьскому пакету санкций ЕС присоединились Албания, Исландия, Лихтенштейн, Норвегия, Северная Македония, Черногория и Украина.

## Награды
- орден «За службу Родине» III степени (2021)[12]